# Малое Запоточье
Малое Запото́чье (бел. Малое Запаточча) — деревня в составе Семукачского сельсовета Могилёвского района Могилёвской области Республики Беларусь.

## Население
- 1999 год — 18 человек
- 2010 год — 2 человека